# 洪泽站
规划中的宁淮铁路洪泽站位于江苏省洪泽区高良涧街道，距淮安东站134公里，距南京站100公里，隶属上海铁路局管辖。